# Банахово пространство
Ба́нахово пространство — нормированное векторное пространство, полное по метрике, порождённой нормой. Основной объект изучения функционального анализа.
Банаховы пространства названы в честь польского математика Стефана Банаха , который ввёл это понятие и систематически изучал его в 1920–1922 годах вместе с Гансом Ханом и Эдуардом Хелли.  Морис Рене Фреше был первым, кто использовал термин «банахово пространство», а Банах, в свою очередь, затем ввел термин  «пространство Фреше». Банаховы пространства первоначально возникли в результате изучения функциональных пространств Гильбертом, Фреше и Риссом в начале века. Банаховы пространства играют центральную роль в функциональном анализе. В других областях анализа изучаемые пространства часто являются банаховыми пространствами.

## Примеры
Некоторые примеры банаховых пространств (далее через {\displaystyle K} обозначено одно из полей {\displaystyle \mathbb {R} } или {\displaystyle \mathbb {C} }):
- Евклидовы пространства {\displaystyle K^{n}} с евклидовой нормой, определяемой для {\displaystyle x=(x_{1},\;\ldots ,\;x_{n})} как {\displaystyle \|x\|={\sqrt {\sum |x_{i}|^{2}}}}, являются банаховыми пространствами.
- Пространство всех непрерывных функций {\displaystyle f\colon [a,\;b]\to K}, определённых на закрытом интервале {\displaystyle [a,\;b]} будет банаховым пространством, если мы определим его норму как {\displaystyle \|f\|=\sup\{|f(x)|\colon x\in [a,\;b]\}}. Такая функция будет нормой, так как непрерывные функции на закрытом интервале являются ограниченными. Пространство с такой нормой является полным, а полученное банахово пространство обозначается как {\displaystyle C[a,b]}. Этот пример можно обобщить к пространству {\displaystyle C(X)} всех непрерывных функций {\displaystyle X\to K}, где {\displaystyle X} — компактное пространство, или к пространству всех ограниченных непрерывных функций {\displaystyle X\to K}, где {\displaystyle X} — любое топологическое пространство, или даже к пространству {\displaystyle B(X)} всех ограниченных функций {\displaystyle X\to K}, где {\displaystyle X} — любое множество. Во всех этих примерах мы можем перемножать функции, оставаясь в том же самом пространстве: все эти примеры являются банаховыми алгебрами.
- Если {\displaystyle p\geqslant 1} — вещественное число, то пространство всех бесконечных последовательностей {\displaystyle (x_{1},\;x_{2},\;x_{3},\;\ldots )} элементов из {\displaystyle K}, таких что ряд {\displaystyle \sum |x_{i}|^{p}} сходится, является банаховым относительно нормы, равной корню степени {\displaystyle p} из суммы этого ряда, и обозначается {\displaystyle l^{p}}.
- Банахово пространство {\displaystyle l^{\infty }} состоит из всех ограниченных последовательностей элементов из {\displaystyle K}; норма такой последовательности определяется как точная верхняя грань абсолютных величин (модулей) элементов последовательности.
- Снова, если {\displaystyle p\geqslant 1} — вещественное число, можно рассматривать все функции, интегрируемые по Лебегу (причём степень {\displaystyle p} их модуля также суммируема). Корень степени {\displaystyle p} этого интеграла от {\displaystyle p}-й степени модуля функции определим как полунорму {\displaystyle f}. Это множество — не  банахово пространство, поскольку есть ненулевые функции, чья норма будет равна нулю. Определим отношение эквивалентности следующим образом: {\displaystyle f} и {\displaystyle g} эквивалентны тогда и только тогда, когда полунорма разности {\displaystyle f-g} равна нулю. Множество классов эквивалентности относительно этого отношения уже является банаховым пространством; оно обозначается как {\displaystyle L^{p}[a,\;b]}. Важно использовать именно интеграл Лебега, а не интеграл Римана, поскольку интеграл Римана не порождает полное пространство. Эти примеры можно обобщить. См., например, Lp-пространства.
- Если {\displaystyle X} и {\displaystyle Y} — банаховы пространства, то можно составить их прямую сумму {\displaystyle X\oplus Y}, которая опять-таки будет банаховым пространством. Можно и обобщить этот пример к прямой сумме произвольно большого числа банаховых пространств.
- Если {\displaystyle M} — замкнутое подпространство банахова пространства {\displaystyle X}, то факторпространство {\displaystyle X/M} снова является банаховым.
- Любое гильбертово пространство тоже является банаховым. Обратное неверно.
- Если {\displaystyle V} и {\displaystyle W} — банаховы пространства над одним полем {\displaystyle K}, тогда множество непрерывных {\displaystyle K}-линейных отображений {\displaystyle A\colon V\to W} обозначается {\displaystyle L(V,\;W)}. Заметим, что в бесконечномерных пространствах не все линейные отображения автоматически являются непрерывными. {\displaystyle L(V,\;W)} — векторное пространство, и, если норма задана как {\displaystyle \|A\|=\sup\{\|Ax\|\colon x\in V,\;\|x\|\leqslant 1\}}, является также и банаховым.
  - Пространство {\displaystyle L(V)=L(V,\;V)} представляет собой унитарную банахову алгебру; операция умножения в ней задаётся как композиция линейных отображений.

## Типы банаховых пространств
- Гильбертово пространство
- Рефлексивное пространство